# Đuro Zagajski
Đuro Zagajski (* 2. Oktober 1939 in Zagreb; † 26. März 1983 in München) war eines von etwa 30 Opfern, die von der jugoslawischen Geheimpolizei UDB zwischen 1970 und 1989 in der Bundesrepublik Deutschland ermordet wurden. Der Exilkroate Zagajski war von Beruf Goldschmied und führendes Mitglied des Hrvatski revolucionarni pokret (Kroatische Revolutionäre Bewegung), kurz HRP. Er wurde am 27. März 1983 mit eingeschlagenem Schädel auf einem Feld in München-Fasangarten gefunden.
Sein Sohn Robert Zagajski (* 1966) befasst sich bis heute mit dem Mord an seinem Vater.